# Kostel Narození Panny Marie (Nový Kostelec)
Kostel Narození Panny Marie je jednolodní gotický a částečně barokní kostel v blízkosti vesnice Nový Kostelec, místní části městyse Borotína v okrese Tábor. Kostel s přilehlým dvorem se dříve nazýval též Zelený Kostelec, Podolský Kostelec či Starý Kostelec. Kostel byl původně románský, vystavěný v 1. polovině 13. století, a je považován za nejstarší na Táborsku. Od roku 1958 patří mezi kulturní památky.

## Popis
Kostel se hřbitovem se nachází jihozápadně od obce Nový Kostelec. Jako výrazná dominanta je vidět ze značné vzdálenosti. Je obklopen pravidelnou čtvercovou plochou hřbitova obehnaného zděnou hřbitovní zdí. Na sever od pětibokého presbytáře je umístěna původní románská věž. Loď založená na obdélníku je přístupná z jihu, kam byla u vchodu přistavěna menší předsíňka. Původní loď byla zbourána a věž dostala barokní helmu. Zdivo je zde žulové a lomové, avšak překryté silnou vrstvou omítek. Kostel má jednoduché fasády s doplněnými opěráky v závěru a kamenným armováním.

### Věž
Věž kostela je hranolová, její přízemí je sklenuto křížovou klenbou. Na východě je mírně otevřena zahroceným obloukem konchou sklenutým do apsidy. V západní straně věže v přízemí se nacházel dnes zazděný zaklenutý triumfální oblouk. V prvním patře věže se na každé straně nachází obdélníkové střílnovité románské okénko. Ve třetím patře jedno podvojné okno (původně byla tři, dvě ale byla zazděna). Severní okna jsou půlkruhově zaklenuta a mají v ose sloupek ukončený prstencem, nad kterým je krychlová hlavice se zdobenými okosenými spodními rohy. Východní okna jsou též půlkruhově zaklenutá a archivolty u nich dosedají na sedlo nesené sloupkem rovněž zakončeným prstencem; nad nimi se nachází zdobená kalichovitá hlavice.

## Historie

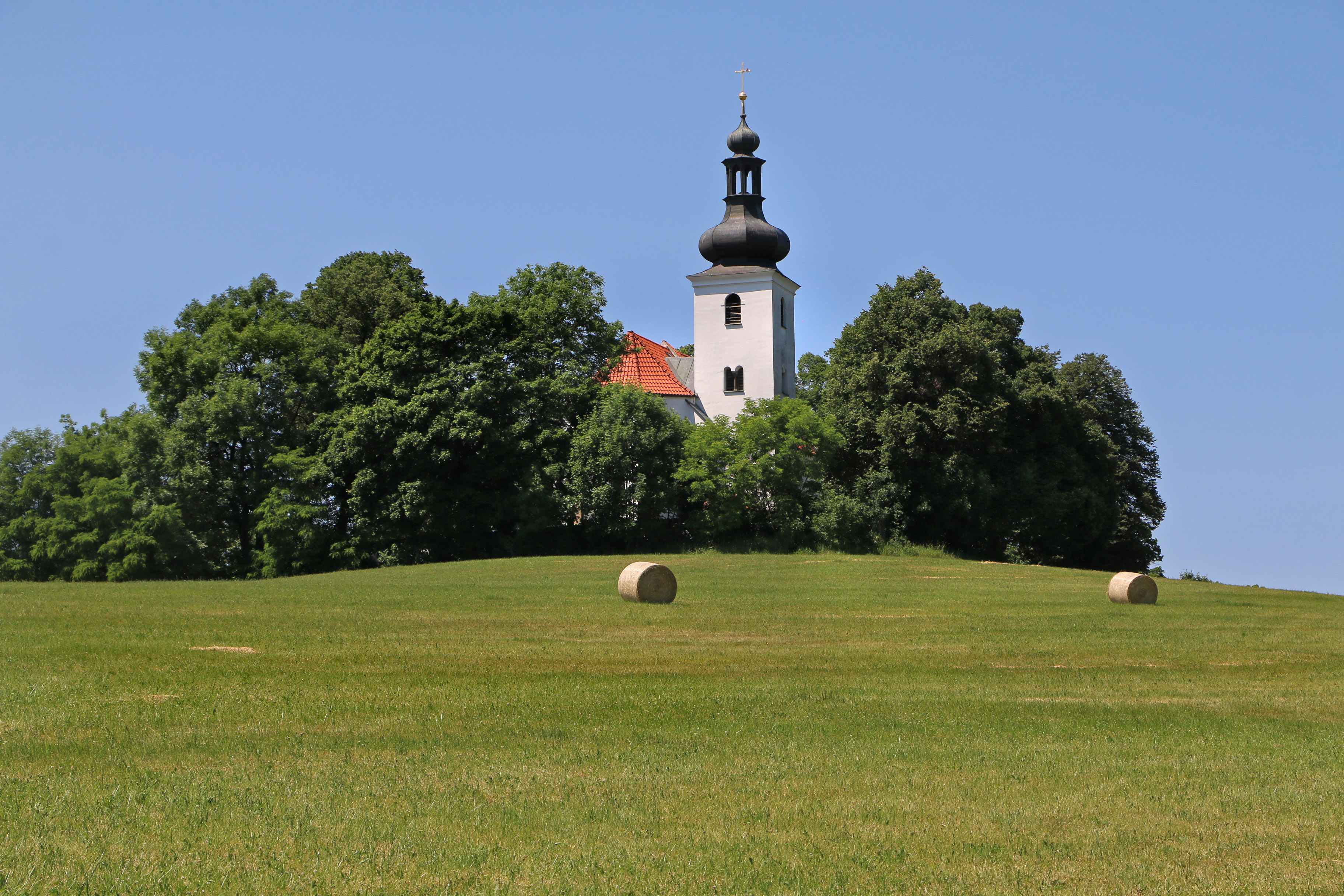

Kostel pochází pravděpodobně z 1. pol. 13. století a je nejstarším kostelem na Táborsku. První zmínky o kostele Narození Panny Marie v Novém Kostelci pocházejí z popisu diecéze Pražské z roku 1344 až 1350, kde se kostelecká fara uvádí jako příslušící k vltavskému děkanátu. Kostel patřil k Borotínskému panství. Ke Kostelci příslušel filiální kostel v nedalekém Borotíně, který byl však roku 1386 od Kostelce oddělen a povýšen na farní. Do roku 1416 zde byli katoličtí faráři, později se však Kostelec stal husitským. Roku 1556 Kostelec připadl Bohuslavovi Malovcovi a již nepatřil pod Borotínské panství. Roku 1584 zde nechal Oldřich Malovec, syn Bohuslava Malovce, slít zvon. Po bitvě na Bílé Hoře byla kostelecká fara zrušena a byla spravována jistebnickou farou. Roku 1724 připadl Kostelec nově zavedené farnosti v Borotíně. Roku 1904 byly do kostela na Kostelci umístěny nové varhany. Po první světové válce byl kostel v dosti sešlém stavu, až v roce 1928 byl zásluhou borotínské fary opraven. Mezi lety 1943 a 1954 zde byly kvůli nebezpečí proboření stropu bohoslužby zakázány. Znovu opravován byl od roku 1946 do roku 1947, kdy se značně změnila jeho podoba. V roce 1958 byly do Kostelce převezeny dva oltáře z kostela v Horních Vltavicích, který byl zatopen vodní nádrží. Další oprava kostela proběhla v osmdesátých letech 20. století. Po roce 1989 byl kostel několikrát vykraden. V roce 2003 byl zásadně upraven v exteriéru. Ke Kostelci se váže řada místních pověstí a legend.